# مارغاريته تيزل
مارغاريته تيزل (بالألمانية: Margarethe Tiesel) (و. 1959 – م) هي ممثلة، وممثلة مسرحية، وممثلة أفلام من النمسا . ولدت في فيينا.

## روابط خارجية
- مارغريث تيزال على موقع IMDb (الإنجليزية)
- مارغريث تيزال على موقع قاعدة بيانات الأفلام العربية
- مارغريث تيزال على موقع ألو سيني (الفرنسية)
- مارغريث تيزال على موقع أول موفي (الإنجليزية)
- مارغريث تيزال على موقع قاعدة بيانات الأفلام السويدية (السويدية)
- مارغريث تيزال على موقع قاعدة بيانات الفيلم (الإنجليزية)
- مارغريث تيزال على موقع كينوبويسك (الروسية)